# Cá sóc Mê Công
Cá sóc Mê Kông (tên khoa học Oryzias mekongensis) là một loài cá thuộc chi Cá sóc. Loài này là loài đặc hữu lưu vực sông Mekong nơi chúng hiện diện ở kênh rãnh và ao hồ.
Oryzias mekongensis được tìm thấy ở tầng đáy trong môi trường nước ngọt. Oryzias mekongensis cũng được coi là một loài không di cư. Đây là loài bản địa môi trường nhiệt đới.